# Stortjärnen (Säbrå socken, Ångermanland, 695360-160230)
Stortjärnen är en sjö i Härnösands kommun i Ångermanland och ingår i Ångermanälven-Gådeåns kustområde.